# ONE: Winter Warriors 2
ONE: Winter Warriors II fue un evento de deportes de combate producido por ONE Championship llevado a cabo el 3 de diciembre de 2021 y transmitido el 17 de diciembre de 2021, en el Singapore Indoor Stadium en Kallang, Singapur.

## Historia
Una pelea de peso mosca entre el rankeado #2 de peso mosca Danny Kingad y el rankeado #4 Kairat Akhmetov encabezó el evento.
Una pelea de peso gallo entre Kwon Won Il y el ex-campeón de peso gallo de ONE Kevin Belingon sirvió como coestelar del evento.
El ex-campeón de peso mediano de ONE Vitaly Bigdash enfrentó a Fan Rong en una pelea de peso pactado en 209 libras.

## Resultados
1. ↑  Shinagawa no dio el peso (127.5 lbs).